# Liste des planètes mineures (728001-729000)
Voici la liste des planètes mineures numérotées de 728001 à 729000. Les planètes mineures sont numérotées lorsque leur orbite est confirmée, ce qui peut parfois se produire longtemps après leur découverte. Elles sont classées ici par leur numéro.

## Planètes mineures 728001 à 729000
- (728001) 2010 KT110
- (728002) 2010 KB111
- (728003) 2010 KG111
- (728004) 2010 KP112
- (728005) 2010 KS112
- (728006) 2010 KG113
- (728007) 2010 KX113
- (728008) 2010 KE114
- (728009) 2010 KH114
- (728010) 2010 KX115
- (728011) 2010 KX116
- (728012) 2010 KA118
- (728013) 2010 KW118
- (728014) 2010 KM119
- (728015) 2010 KG120
- (728016) 2010 KJ121
- (728017) 2010 KT121
- (728018) 2010 KA122
- (728019) 2010 KR123
- (728020) 2010 KX123
- (728021) 2010 KK124
- (728022) 2010 KS124
- (728023) 2010 KV124
- (728024) 2010 KW125
- (728025) 2010 KU126
- (728026) 2010 KY126
- (728027) 2010 KC132
- (728028) 2010 KK136
- (728029) 2010 KN141
- (728030) 2010 KC146
- (728031) 2010 KC155
- (728032) 2010 KT156
- (728033) 2010 LA1
- (728034) 2010 LC3
- (728035) 2010 LA4
- (728036) 2010 LA5
- (728037) 2010 LB6
- (728038) 2010 LK7
- (728039) 2010 LX7
- (728040) 2010 LY7
- (728041) 2010 LX8
- (728042) 2010 LE9
- (728043) 2010 LG9
- (728044) 2010 LO9
- (728045) 2010 LM11
- (728046) 2010 LP11
- (728047) 2010 LQ11
- (728048) 2010 LV11
- (728049) 2010 LF12
- (728050) 2010 LO12
- (728051) 2010 LA13
- (728052) 2010 LC13
- (728053) 2010 LO13
- (728054) 2010 LK14
- (728055) 2010 LN15
- (728056) 2010 LT15
- (728057) 2010 LV15
- (728058) 2010 LK16
- (728059) 2010 LU16
- (728060) 2010 LT17
- (728061) 2010 LW17
- (728062) 2010 LT18
- (728063) 2010 LX19
- (728064) 2010 LG20
- (728065) 2010 LS21
- (728066) 2010 LD22
- (728067) 2010 LF22
- (728068) 2010 LY22
- (728069) 2010 LH23
- (728070) 2010 LM23
- (728071) 2010 LV23
- (728072) 2010 LC24
- (728073) 2010 LJ24
- (728074) 2010 LW25
- (728075) 2010 LA27
- (728076) 2010 LV27
- (728077) 2010 LY27
- (728078) 2010 LY30
- (728079) 2010 LO31
- (728080) 2010 LR31
- (728081) 2010 LX31
- (728082) 2010 LG32
- (728083) 2010 LW32
- (728084) 2010 LA33
- (728085) 2010 LU36
- (728086) 2010 LX38
- (728087) 2010 LG39
- (728088) 2010 LZ39
- (728089) 2010 LM40
- (728090) 2010 LY41
- (728091) 2010 LR42
- (728092) 2010 LW42
- (728093) 2010 LF43
- (728094) 2010 LY43
- (728095) 2010 LN46
- (728096) 2010 LF47
- (728097) 2010 LB48
- (728098) 2010 LC48
- (728099) 2010 LJ48
- (728100) 2010 LF49
- (728101) 2010 LD50
- (728102) 2010 LZ50
- (728103) 2010 LC51
- (728104) 2010 LN51
- (728105) 2010 LW51
- (728106) 2010 LG52
- (728107) 2010 LH52
- (728108) 2010 LY52
- (728109) 2010 LU53
- (728110) 2010 LX53
- (728111) 2010 LP54
- (728112) 2010 LA56
- (728113) 2010 LM57
- (728114) 2010 LQ57
- (728115) 2010 LT57
- (728116) 2010 LX57
- (728117) 2010 LR59
- (728118) 2010 LX59
- (728119) 2010 LA60
- (728120) 2010 LF60
- (728121) 2010 LE65
- (728122) 2010 LO66
- (728123) 2010 LT66
- (728124) 2010 LE69
- (728125) 2010 LC70
- (728126) 2010 LM70
- (728127) 2010 LC71
- (728128) 2010 LO72
- (728129) 2010 LO73
- (728130) 2010 LA74
- (728131) 2010 LS74
- (728132) 2010 LT74
- (728133) 2010 LU74
- (728134) 2010 LE75
- (728135) 2010 LG75
- (728136) 2010 LC76
- (728137) 2010 LK76
- (728138) 2010 LM76
- (728139) 2010 LE77
- (728140) 2010 LL77
- (728141) 2010 LO77
- (728142) 2010 LP77
- (728143) 2010 LA79
- (728144) 2010 LB79
- (728145) 2010 LP79
- (728146) 2010 LZ79
- (728147) 2010 LO81
- (728148) 2010 LR81
- (728149) 2010 LY81
- (728150) 2010 LZ81
- (728151) 2010 LF82
- (728152) 2010 LL83
- (728153) 2010 LC84
- (728154) 2010 LN84
- (728155) 2010 LA85
- (728156) 2010 LS85
- (728157) 2010 LB86
- (728158) 2010 LK86
- (728159) 2010 LS86
- (728160) 2010 LT86
- (728161) 2010 LO88
- (728162) 2010 LH89
- (728163) 2010 LS89
- (728164) 2010 LC90
- (728165) 2010 LF91
- (728166) 2010 LA92
- (728167) 2010 LS92
- (728168) 2010 LT92
- (728169) 2010 LW92
- (728170) 2010 LZ92
- (728171) 2010 LG94
- (728172) 2010 LN94
- (728173) 2010 LO94
- (728174) 2010 LT94
- (728175) 2010 LU95
- (728176) 2010 LC96
- (728177) 2010 LK97
- (728178) 2010 LG98
- (728179) 2010 LT98
- (728180) 2010 LX98
- (728181) 2010 LZ101
- (728182) 2010 LD103
- (728183) 2010 LE103
- (728184) 2010 LH103
- (728185) 2010 LQ108
- (728186) 2010 LY108
- (728187) 2010 LA109
- (728188) 2010 LY109
- (728189) 2010 LS110
- (728190) 2010 LX114
- (728191) 2010 LO117
- (728192) 2010 LY118
- (728193) 2010 LX119
- (728194) 2010 LD120
- (728195) 2010 LP120
- (728196) 2010 LQ120
- (728197) 2010 LA121
- (728198) 2010 LH121
- (728199) 2010 LY121
- (728200) 2010 LN122
- (728201) 2010 LN123
- (728202) 2010 LO123
- (728203) 2010 LT123
- (728204) 2010 LV124
- (728205) 2010 LA126
- (728206) 2010 LF127
- (728207) 2010 LT127
- (728208) 2010 LY127
- (728209) 2010 LN129
- (728210) 2010 LV129
- (728211) 2010 LX130
- (728212) 2010 LZ130
- (728213) 2010 LO131
- (728214) 2010 LV131
- (728215) 2010 LW134
- (728216) 2010 LB136
- (728217) 2010 LF138
- (728218) 2010 LD140
- (728219) 2010 LH145
- (728220) 2010 LF158
- (728221) 2010 LB159
- (728222) 2010 LL159
- (728223) 2010 LP159
- (728224) 2010 MF
- (728225) 2010 ML1
- (728226) 2010 MS6
- (728227) 2010 MR7
- (728228) 2010 MH8
- (728229) 2010 MB9
- (728230) 2010 ME9
- (728231) 2010 MM9
- (728232) 2010 MT9
- (728233) 2010 MZ9
- (728234) 2010 MG11
- (728235) 2010 MN12
- (728236) 2010 MO12
- (728237) 2010 MS12
- (728238) 2010 MA15
- (728239) 2010 ME15
- (728240) 2010 MK15
- (728241) 2010 ML16
- (728242) 2010 MZ16
- (728243) 2010 ME17
- (728244) 2010 ML19
- (728245) 2010 MH21
- (728246) 2010 MR21
- (728247) 2010 MN22
- (728248) 2010 MX23
- (728249) 2010 MZ23
- (728250) 2010 MA24
- (728251) 2010 MD24
- (728252) 2010 MG25
- (728253) 2010 MN25
- (728254) 2010 MO25
- (728255) 2010 MT25
- (728256) 2010 MB26
- (728257) 2010 ME26
- (728258) 2010 MG27
- (728259) 2010 MW27
- (728260) 2010 MU28
- (728261) 2010 MV28
- (728262) 2010 MX28
- (728263) 2010 MF29
- (728264) 2010 ML30
- (728265) 2010 MP30
- (728266) 2010 MQ31
- (728267) 2010 MB32
- (728268) 2010 MG32
- (728269) 2010 MW32
- (728270) 2010 MN33
- (728271) 2010 MT33
- (728272) 2010 MP36
- (728273) 2010 MK37
- (728274) 2010 MM37
- (728275) 2010 MP37
- (728276) 2010 MN38
- (728277) 2010 MD39
- (728278) 2010 MR39
- (728279) 2010 MP42
- (728280) 2010 MJ44
- (728281) 2010 MF46
- (728282) 2010 MB47
- (728283) 2010 ME47
- (728284) 2010 MC48
- (728285) 2010 MR48
- (728286) 2010 MV48
- (728287) 2010 MH50
- (728288) 2010 MO51
- (728289) 2010 MA52
- (728290) 2010 MK52
- (728291) 2010 MB54
- (728292) 2010 MH54
- (728293) 2010 ME55
- (728294) 2010 MU55
- (728295) 2010 MC56
- (728296) 2010 MG56
- (728297) 2010 MP57
- (728298) 2010 MN58
- (728299) 2010 MD59
- (728300) 2010 MN59
- (728301) 2010 ME60
- (728302) 2010 MO60
- (728303) 2010 MQ62
- (728304) 2010 MW62
- (728305) 2010 MZ62
- (728306) 2010 MU63
- (728307) 2010 MP64
- (728308) 2010 MS64
- (728309) 2010 MC65
- (728310) 2010 MK65
- (728311) 2010 MJ67
- (728312) 2010 MF68
- (728313) 2010 MS68
- (728314) 2010 MR69
- (728315) 2010 MG70
- (728316) 2010 MP70
- (728317) 2010 ML71
- (728318) 2010 MW71
- (728319) 2010 MD73
- (728320) 2010 MM73
- (728321) 2010 MX73
- (728322) 2010 MB74
- (728323) 2010 MG74
- (728324) 2010 MD76
- (728325) 2010 MN77
- (728326) 2010 MV77
- (728327) 2010 MX77
- (728328) 2010 MT79
- (728329) 2010 MU79
- (728330) 2010 MO80
- (728331) 2010 MJ81
- (728332) 2010 MC82
- (728333) 2010 MK83
- (728334) 2010 MQ83
- (728335) 2010 MM84
- (728336) 2010 MV85
- (728337) 2010 MD86
- (728338) 2010 MH86
- (728339) 2010 MQ87
- (728340) 2010 MD88
- (728341) 2010 MB89
- (728342) 2010 MW89
- (728343) 2010 MK90
- (728344) 2010 MY90
- (728345) 2010 MP91
- (728346) 2010 MU92
- (728347) 2010 MM93
- (728348) 2010 MK94
- (728349) 2010 ML95
- (728350) 2010 MX95
- (728351) 2010 MV97
- (728352) 2010 MX97
- (728353) 2010 MP99
- (728354) 2010 MY99
- (728355) 2010 MM100
- (728356) 2010 MK101
- (728357) 2010 MR101
- (728358) 2010 MU103
- (728359) 2010 MV103
- (728360) 2010 MJ104
- (728361) 2010 ML104
- (728362) 2010 MS104
- (728363) 2010 MV104
- (728364) 2010 ML105
- (728365) 2010 MS105
- (728366) 2010 MF106
- (728367) 2010 MC107
- (728368) 2010 MR107
- (728369) 2010 MF108
- (728370) 2010 MK108
- (728371) 2010 MC109
- (728372) 2010 MG109
- (728373) 2010 MH110
- (728374) 2010 MN110
- (728375) 2010 MU110
- (728376) 2010 MA111
- (728377) 2010 MQ111
- (728378) 2010 MS116
- (728379) 2010 MX116
- (728380) 2010 MJ121
- (728381) 2010 MX139
- (728382) 2010 MP140
- (728383) 2010 MJ147
- (728384) 2010 MN147
- (728385) 2010 MT147
- (728386) 2010 MW147
- (728387) 2010 MA148
- (728388) 2010 MR148
- (728389) 2010 MT148
- (728390) 2010 MJ150
- (728391) 2010 NT7
- (728392) 2010 NL8
- (728393) 2010 NJ9
- (728394) 2010 NW9
- (728395) 2010 ND10
- (728396) 2010 NP10
- (728397) 2010 NB11
- (728398) 2010 NK11
- (728399) 2010 NF12
- (728400) 2010 NC13
- (728401) 2010 NR13
- (728402) 2010 NK15
- (728403) 2010 NR15
- (728404) 2010 NH23
- (728405) 2010 NX23
- (728406) 2010 NB24
- (728407) 2010 NY25
- (728408) 2010 NL26
- (728409) 2010 NV26
- (728410) 2010 NQ28
- (728411) 2010 NO29
- (728412) 2010 NB30
- (728413) 2010 NO30
- (728414) 2010 NT30
- (728415) 2010 NG31
- (728416) 2010 NN31
- (728417) 2010 NO32
- (728418) 2010 NP33
- (728419) 2010 NG34
- (728420) 2010 NO34
- (728421) 2010 NY34
- (728422) 2010 NA35
- (728423) 2010 NW35
- (728424) 2010 NF36
- (728425) 2010 NZ37
- (728426) 2010 NP38
- (728427) 2010 NC39
- (728428) 2010 NW39
- (728429) 2010 NS43
- (728430) 2010 NC44
- (728431) 2010 NJ45
- (728432) 2010 NW45
- (728433) 2010 NM47
- (728434) 2010 NZ47
- (728435) 2010 NL49
- (728436) 2010 NR51
- (728437) 2010 NX53
- (728438) 2010 NT54
- (728439) 2010 NX54
- (728440) 2010 NW57
- (728441) 2010 NN58
- (728442) 2010 NO58
- (728443) 2010 NP58
- (728444) 2010 NX58
- (728445) 2010 NT61
- (728446) 2010 NW61
- (728447) 2010 NO62
- (728448) 2010 NE65
- (728449) 2010 NF65
- (728450) 2010 NM65
- (728451) 2010 NV65
- (728452) 2010 NW67
- (728453) 2010 NJ68
- (728454) 2010 NO68
- (728455) 2010 NW69
- (728456) 2010 NE70
- (728457) 2010 NQ70
- (728458) 2010 NB72
- (728459) 2010 NC72
- (728460) 2010 NZ74
- (728461) 2010 NB76
- (728462) 2010 NC76
- (728463) 2010 NS77
- (728464) 2010 NN78
- (728465) 2010 ND80
- (728466) 2010 NZ82
- (728467) 2010 NE83
- (728468) 2010 NH83
- (728469) 2010 NB84
- (728470) 2010 NV84
- (728471) 2010 NM85
- (728472) 2010 NE86
- (728473) 2010 NR86
- (728474) 2010 NR87
- (728475) 2010 NM88
- (728476) 2010 NA89
- (728477) 2010 NO89
- (728478) 2010 NX89
- (728479) 2010 NE90
- (728480) 2010 NC91
- (728481) 2010 NB93
- (728482) 2010 NT94
- (728483) 2010 NP97
- (728484) 2010 NC98
- (728485) 2010 NE98
- (728486) 2010 NP99
- (728487) 2010 NP101
- (728488) 2010 NS102
- (728489) 2010 NY102
- (728490) 2010 NE103
- (728491) 2010 NR103
- (728492) 2010 NT103
- (728493) 2010 NW104
- (728494) 2010 NA107
- (728495) 2010 NJ107
- (728496) 2010 NL107
- (728497) 2010 NQ107
- (728498) 2010 NM109
- (728499) 2010 NP111
- (728500) 2010 NM112
- (728501) 2010 ND113
- (728502) 2010 NR113
- (728503) 2010 NO114
- (728504) 2010 NR114
- (728505) 2010 NQ115
- (728506) 2010 NC127
- (728507) 2010 NS144
- (728508) 2010 NX146
- (728509) 2010 NJ147
- (728510) 2010 NT147
- (728511) 2010 NV147
- (728512) 2010 NZ147
- (728513) 2010 ON
- (728514) 2010 OV1
- (728515) 2010 OT2
- (728516) 2010 OX2
- (728517) 2010 ON3
- (728518) 2010 OC5
- (728519) 2010 OF5
- (728520) 2010 OY6
- (728521) 2010 OT7
- (728522) 2010 OR9
- (728523) 2010 OM10
- (728524) 2010 OQ10
- (728525) 2010 OB12
- (728526) 2010 OH12
- (728527) 2010 OZ12
- (728528) 2010 OG13
- (728529) 2010 OM13
- (728530) 2010 OS14
- (728531) 2010 OW14
- (728532) 2010 OC15
- (728533) 2010 OO15
- (728534) 2010 OZ15
- (728535) 2010 OC16
- (728536) 2010 OJ16
- (728537) 2010 OL18
- (728538) 2010 OO18
- (728539) 2010 OR20
- (728540) 2010 OA21
- (728541) 2010 OE24
- (728542) 2010 OE26
- (728543) 2010 OH28
- (728544) 2010 OT28
- (728545) 2010 OG29
- (728546) 2010 OK29
- (728547) 2010 OL29
- (728548) 2010 OE30
- (728549) 2010 OL31
- (728550) 2010 OP32
- (728551) 2010 OQ32
- (728552) 2010 OD33
- (728553) 2010 OH33
- (728554) 2010 OZ34
- (728555) 2010 OH36
- (728556) 2010 OR36
- (728557) 2010 OW39
- (728558) 2010 OH40
- (728559) 2010 OT40
- (728560) 2010 OV40
- (728561) 2010 OJ41
- (728562) 2010 OM42
- (728563) 2010 OC43
- (728564) 2010 OJ43
- (728565) 2010 OW43
- (728566) 2010 OR44
- (728567) 2010 OE45
- (728568) 2010 OY45
- (728569) 2010 OB46
- (728570) 2010 OB47
- (728571) 2010 OZ48
- (728572) 2010 OP50
- (728573) 2010 OQ51
- (728574) 2010 OW52
- (728575) 2010 OQ57
- (728576) 2010 OO58
- (728577) 2010 OY58
- (728578) 2010 OH59
- (728579) 2010 OF60
- (728580) 2010 OT60
- (728581) 2010 OL61
- (728582) 2010 OR61
- (728583) 2010 OU61
- (728584) 2010 OW61
- (728585) 2010 OE62
- (728586) 2010 ON63
- (728587) 2010 OX64
- (728588) 2010 OJ65
- (728589) 2010 OM66
- (728590) 2010 OK67
- (728591) 2010 OU67
- (728592) 2010 OG68
- (728593) 2010 OZ70
- (728594) 2010 OG71
- (728595) 2010 OW71
- (728596) 2010 OH72
- (728597) 2010 OO72
- (728598) 2010 OY72
- (728599) 2010 OZ72
- (728600) 2010 OP73
- (728601) 2010 OH74
- (728602) 2010 OX74
- (728603) 2010 OB75
- (728604) 2010 OT75
- (728605) 2010 OU76
- (728606) 2010 OX76
- (728607) 2010 OH77
- (728608) 2010 OJ77
- (728609) 2010 OY78
- (728610) 2010 OL79
- (728611) 2010 OA80
- (728612) 2010 OL80
- (728613) 2010 OS80
- (728614) 2010 OE81
- (728615) 2010 OC82
- (728616) 2010 OJ82
- (728617) 2010 OW82
- (728618) 2010 OH84
- (728619) 2010 OL84
- (728620) 2010 OJ85
- (728621) 2010 OM85
- (728622) 2010 OG86
- (728623) 2010 OJ86
- (728624) 2010 OU87
- (728625) 2010 OA88
- (728626) 2010 OH88
- (728627) 2010 OX89
- (728628) 2010 OU90
- (728629) 2010 OZ90
- (728630) 2010 OC91
- (728631) 2010 OD91
- (728632) 2010 OJ91
- (728633) 2010 OW91
- (728634) 2010 OE92
- (728635) 2010 OL92
- (728636) 2010 OZ92
- (728637) 2010 OG94
- (728638) 2010 OP94
- (728639) 2010 OX94
- (728640) 2010 OC96
- (728641) 2010 OT97
- (728642) 2010 OM100
- (728643) 2010 OF102
- (728644) 2010 OO102
- (728645) 2010 OK104
- (728646) 2010 OH105
- (728647) 2010 OY105
- (728648) 2010 OV106
- (728649) 2010 OF107
- (728650) 2010 OK108
- (728651) 2010 OO108
- (728652) 2010 OR108
- (728653) 2010 OY108
- (728654) 2010 OJ109
- (728655) 2010 ON110
- (728656) 2010 ON111
- (728657) 2010 OQ113
- (728658) 2010 OU113
- (728659) 2010 OX113
- (728660) 2010 OS114
- (728661) 2010 ON115
- (728662) 2010 OW116
- (728663) 2010 ON117
- (728664) 2010 OK118
- (728665) 2010 OE119
- (728666) 2010 OT119
- (728667) 2010 OL120
- (728668) 2010 OZ120
- (728669) 2010 OY122
- (728670) 2010 OG124
- (728671) 2010 OF143
- (728672) 2010 OQ146
- (728673) 2010 OY149
- (728674) 2010 PU1
- (728675) 2010 PZ1
- (728676) 2010 PR2
- (728677) 2010 PB3
- (728678) 2010 PQ3
- (728679) 2010 PQ5
- (728680) 2010 PZ5
- (728681) 2010 PD7
- (728682) 2010 PD11
- (728683) 2010 PK12
- (728684) 2010 PP12
- (728685) 2010 PA14
- (728686) 2010 PS14
- (728687) 2010 PU15
- (728688) 2010 PN16
- (728689) 2010 PY16
- (728690) 2010 PD18
- (728691) 2010 PY19
- (728692) 2010 PH20
- (728693) 2010 PN25
- (728694) 2010 PG27
- (728695) 2010 PK27
- (728696) 2010 PD28
- (728697) 2010 PB29
- (728698) 2010 PK29
- (728699) 2010 PR31
- (728700) 2010 PS31
- (728701) 2010 PC32
- (728702) 2010 PH33
- (728703) 2010 PR34
- (728704) 2010 PZ34
- (728705) 2010 PL35
- (728706) 2010 PO35
- (728707) 2010 PS35
- (728708) 2010 PV35
- (728709) 2010 PL36
- (728710) 2010 PS37
- (728711) 2010 PC38
- (728712) 2010 PM38
- (728713) 2010 PW39
- (728714) 2010 PK40
- (728715) 2010 PC41
- (728716) 2010 PK41
- (728717) 2010 PW42
- (728718) 2010 PC43
- (728719) 2010 PJ46
- (728720) 2010 PL46
- (728721) 2010 PC47
- (728722) 2010 PV47
- (728723) 2010 PL48
- (728724) 2010 PO48
- (728725) 2010 PR48
- (728726) 2010 PY48
- (728727) 2010 PB49
- (728728) 2010 PF52
- (728729) 2010 PH52
- (728730) 2010 PM54
- (728731) 2010 PN54
- (728732) 2010 PR55
- (728733) 2010 PX55
- (728734) 2010 PN58
- (728735) 2010 PB66
- (728736) 2010 PV66
- (728737) 2010 PQ67
- (728738) 2010 PN69
- (728739) 2010 PP70
- (728740) 2010 PB72
- (728741) 2010 PP72
- (728742) 2010 PS81
- (728743) 2010 PD88
- (728744) 2010 PZ88
- (728745) 2010 PW90
- (728746) 2010 PM91
- (728747) 2010 QJ4
- (728748) 2010 RG1
- (728749) 2010 RH5
- (728750) 2010 RW6
- (728751) 2010 RO9
- (728752) 2010 RS12
- (728753) 2010 RD16
- (728754) 2010 RX16
- (728755) 2010 RB17
- (728756) 2010 RC18
- (728757) 2010 RM20
- (728758) 2010 RV20
- (728759) 2010 RV28
- (728760) 2010 RC32
- (728761) 2010 RC34
- (728762) 2010 RS37
- (728763) 2010 RJ38
- (728764) 2010 RE44
- (728765) 2010 RD46
- (728766) 2010 RO58
- (728767) 2010 RF64
- (728768) 2010 RS65
- (728769) 2010 RY67
- (728770) 2010 RV69
- (728771) 2010 RF72
- (728772) 2010 RY75
- (728773) 2010 RW76
- (728774) 2010 RZ79
- (728775) 2010 RL81
- (728776) 2010 RK82
- (728777) 2010 RM83
- (728778) 2010 RL84
- (728779) 2010 RM85
- (728780) 2010 RQ85
- (728781) 2010 RU98
- (728782) 2010 RZ115
- (728783) 2010 RA119
- (728784) 2010 RE124
- (728785) 2010 RG129
- (728786) 2010 RA133
- (728787) 2010 RF133
- (728788) 2010 RJ135
- (728789) 2010 RY135
- (728790) 2010 RS138
- (728791) 2010 RJ157
- (728792) 2010 RP157
- (728793) 2010 RM158
- (728794) 2010 RL162
- (728795) 2010 RF168
- (728796) 2010 RT176
- (728797) 2010 RV183
- (728798) 2010 RJ184
- (728799) 2010 RZ186
- (728800) 2010 RM191
- (728801) 2010 RY192
- (728802) 2010 RC193
- (728803) 2010 RF193
- (728804) 2010 RW193
- (728805) 2010 RQ194
- (728806) 2010 RR194
- (728807) 2010 RQ196
- (728808) 2010 RT196
- (728809) 2010 RZ197
- (728810) 2010 RM199
- (728811) 2010 RZ201
- (728812) 2010 RA202
- (728813) 2010 RY202
- (728814) 2010 RV212
- (728815) 2010 RW218
- (728816) 2010 SH6
- (728817) 2010 SE8
- (728818) 2010 SH8
- (728819) 2010 SM16
- (728820) 2010 SN16
- (728821) 2010 SU20
- (728822) 2010 SM28
- (728823) 2010 SO29
- (728824) 2010 SK33
- (728825) 2010 SS34
- (728826) Szerbantal
- (728827) 2010 SQ43
- (728828) 2010 SA45
- (728829) 2010 SB45
- (728830) 2010 SF46
- (728831) 2010 SD47
- (728832) 2010 SH47
- (728833) 2010 SE52
- (728834) 2010 SO52
- (728835) 2010 SR53
- (728836) 2010 SU53
- (728837) 2010 SN57
- (728838) 2010 SQ60
- (728839) 2010 SV63
- (728840) 2010 TH
- (728841) 2010 TT12
- (728842) 2010 TV20
- (728843) 2010 TJ21
- (728844) 2010 TU29
- (728845) 2010 TN41
- (728846) 2010 TO43
- (728847) 2010 TF45
- (728848) 2010 TJ50
- (728849) 2010 TW50
- (728850) 2010 TK52
- (728851) 2010 TH68
- (728852) 2010 TX71
- (728853) 2010 TC78
- (728854) 2010 TM80
- (728855) 2010 TZ83
- (728856) 2010 TX84
- (728857) 2010 TR85
- (728858) 2010 TQ89
- (728859) 2010 TU94
- (728860) 2010 TX96
- (728861) 2010 TW99
- (728862) 2010 TZ109
- (728863) 2010 TD110
- (728864) 2010 TQ110
- (728865) 2010 TJ112
- (728866) 2010 TG125
- (728867) 2010 TD127
- (728868) 2010 TJ129
- (728869) 2010 TY130
- (728870) 2010 TP139
- (728871) 2010 TX152
- (728872) 2010 TH154
- (728873) 2010 TS154
- (728874) 2010 TA157
- (728875) 2010 TU162
- (728876) 2010 TA164
- (728877) 2010 TP165
- (728878) 2010 TW176
- (728879) 2010 TQ194
- (728880) 2010 TH195
- (728881) 2010 TY196
- (728882) 2010 TL197
- (728883) 2010 TH198
- (728884) 2010 TC203
- (728885) 2010 TP203
- (728886) 2010 TJ204
- (728887) 2010 TM211
- (728888) 2010 TO211
- (728889) 2010 TH214
- (728890) 2010 TR215
- (728891) 2010 TZ215
- (728892) 2010 TC222
- (728893) 2010 TZ222
- (728894) 2010 TL224
- (728895) 2010 UN1
- (728896) 2010 UZ3
- (728897) 2010 UN6
- (728898) 2010 UO8
- (728899) 2010 UW11
- (728900) 2010 UX12
- (728901) 2010 UD30
- (728902) 2010 UR37
- (728903) 2010 UQ49
- (728904) 2010 UY50
- (728905) 2010 UC56
- (728906) 2010 UL59
- (728907) 2010 UW61
- (728908) 2010 UF62
- (728909) 2010 UE68
- (728910) 2010 UT72
- (728911) 2010 UC77
- (728912) 2010 UN88
- (728913) 2010 UD99
- (728914) 2010 UG101
- (728915) 2010 UE104
- (728916) 2010 UT104
- (728917) 2010 UD109
- (728918) 2010 US111
- (728919) 2010 UH113
- (728920) 2010 UW115
- (728921) 2010 UQ117
- (728922) 2010 UY117
- (728923) 2010 UM119
- (728924) 2010 UF120
- (728925) 2010 UW121
- (728926) 2010 UZ123
- (728927) 2010 VR7
- (728928) 2010 VU9
- (728929) 2010 VV22
- (728930) 2010 VX23
- (728931) 2010 VW27
- (728932) 2010 VJ28
- (728933) 2010 VU32
- (728934) 2010 VV37
- (728935) 2010 VJ38
- (728936) 2010 VR42
- (728937) 2010 VU42
- (728938) 2010 VX43
- (728939) 2010 VS58
- (728940) 2010 VO68
- (728941) 2010 VO72
- (728942) 2010 VU82
- (728943) 2010 VP87
- (728944) 2010 VA90
- (728945) 2010 VP93
- (728946) 2010 VW101
- (728947) 2010 VA107
- (728948) 2010 VB109
- (728949) 2010 VG117
- (728950) 2010 VD121
- (728951) 2010 VC127
- (728952) 2010 VZ135
- (728953) 2010 VE142
- (728954) 2010 VW148
- (728955) 2010 VN155
- (728956) 2010 VQ166
- (728957) 2010 VU166
- (728958) 2010 VZ166
- (728959) 2010 VA167
- (728960) 2010 VQ169
- (728961) 2010 VC174
- (728962) 2010 VY176
- (728963) 2010 VE177
- (728964) 2010 VC178
- (728965) 2010 VV182
- (728966) 2010 VG210
- (728967) 2010 VC212
- (728968) 2010 VQ212
- (728969) 2010 VE213
- (728970) 2010 VW213
- (728971) 2010 VF214
- (728972) 2010 VZ224
- (728973) 2010 VX226
- (728974) 2010 VF229
- (728975) 2010 VS230
- (728976) 2010 VT232
- (728977) 2010 VF233
- (728978) 2010 VJ235
- (728979) 2010 VN235
- (728980) 2010 VU238
- (728981) 2010 VU239
- (728982) 2010 VZ239
- (728983) 2010 VV242
- (728984) 2010 VD249
- (728985) 2010 VF252
- (728986) 2010 VH266
- (728987) 2010 VM271
- (728988) 2010 VR276
- (728989) 2010 VG277
- (728990) 2010 VE280
- (728991) 2010 WZ11
- (728992) 2010 WG23
- (728993) 2010 WX23
- (728994) 2010 WQ25
- (728995) 2010 WA32
- (728996) 2010 WW37
- (728997) 2010 WB40
- (728998) 2010 WG64
- (728999) 2010 WX64
- (729000) 2010 WH74